# Alfred Nichols
Alfred Nichols (Alfred Hubert Nichols; * 28. November 1890 in London; † 1. Mai 1952 in Hammersmith) war ein britischer Langstreckenläufer.
1914 siegte er für England startend beim Cross der Nationen.
Beim Crosslauf der Olympischen Spiele 1920 in Antwerpen wurde er Zwölfter und gewann mit der britischen Mannschaft Silber. Über 5000 m wurde er Achter.

## Persönliche Bestzeiten
- 1 Meile: 4:21,0 min, 3. September 1918, London
- 5000 m: 15:24,3 min, 3. Juli 1914, London